# Owczarek maremma
Cane da pastore Maremmano-Abruzzese – jedna z ras psów należąca do grupy psów pasterskich i zaganiających, zaklasyfikowana do sekcji psów pasterskich (owczarskie). Typ dogowaty. Nie podlega próbom pracy.

## Rys historyczny

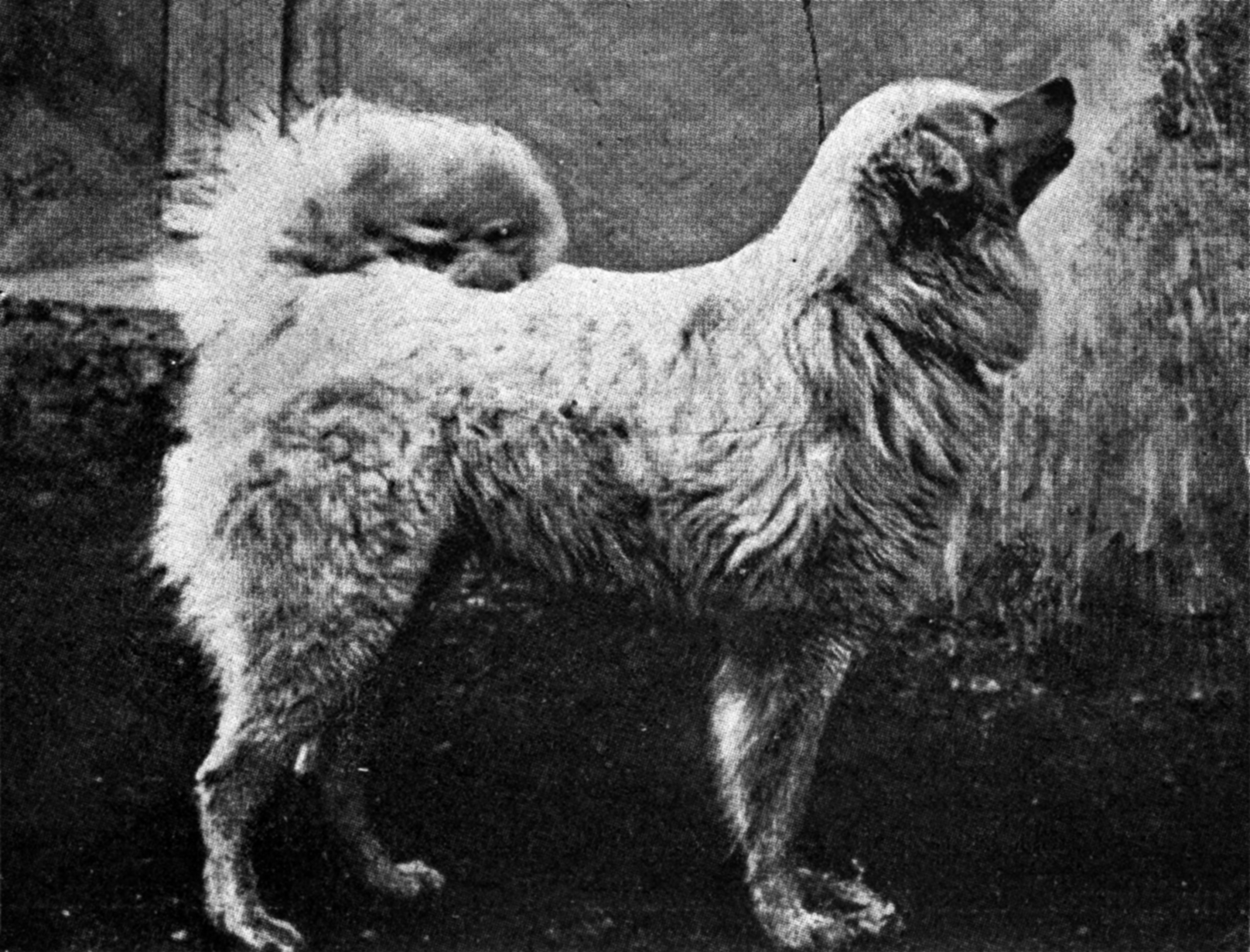
Owczarek maremma

Nazwa rasy pochodzi od Maremmy i Abruzji, gdzie psy te strzegły owiec podczas transhumancji ze stepów w Abruzji i Molise do niższych pastwisk w Apulia. Opisy psów podobnych do Maremmy można znaleźć już w literaturze starożytnego Rzymu, co świadczy o długiej historii rasy.
Po zakończeniu transhumancji owczarki nadal były używane przez włoskich pasterzy, szczególnie gdy owce pasiono na otwartym terenie. Teraz sprawdzają się jako stróże dobytku - nie tylko we Włoszech, lecz i Australii oraz USA

## Wygląd
Owczarek Maremmano-Abruzzese jest mocnej budowy, rosłym psem pasterskim. Ma dużą głowę z  niewielkimi, szeroko rozstawionymi oczami barwy żółtej lub brązowej. Uszy ma małe o trójkątnym kształcie. Ogon jest nisko osadzony, a jego koniec jest zawinięty do góry. Pies porusza się swobodnie na silnie umięśnionych łapach.

### Szata i umaszczenie
Szata Maremmano-Abruzzese jest gęsta i dość długa; często tworzy tzw. kryzę oraz rośnie dłuższa na tyłach kończyn tworząc portki. Maść psa tej rasy powinna być całkowicie biała, ale dopuszczane są maści biało-żółte bądź kremowe.

## Zachowanie i temperament
Są to psy łagodne w stosunku do rodziny, lecz nie obcych. Nie powinny być trzymane na zurbanizowanym terenie, z racji ich rozmiarów i potrzeby otwartej przestrzeni. Przywiązują się do dobytku właściciela i zaciekle go bronią.